# Panometer Leipzig
Das Panometer Leipzig ist ein Ausstellungsgebäude in Leipzig, in dem Yadegar Asisi (* 1955) seit 2003 jeweils ein monumentales Panoramabild verbunden mit einer dazugehörigen Ausstellung präsentiert. Da das Gebäude früher ein Gasometer war, schuf Asisi aus Panorama und Gasometer das Kunstwort Panometer. Das Gebäude steht wie der Gasometer I und weitere Einrichtungen auf dem Gelände unter Denkmalschutz.

## Geschichte
1883/1884 war am Roßplatz in Leipzig wie in anderen deutschen Städten zu dieser Zeit ein Rundbau zur Darstellung von Panoramabildern, insbesondere von Schlachten des Deutsch-Französischen Krieges 1870/71 entstanden. 1927 wurde die Panoramenausstellung eingestellt und der Bau im Zweiten Weltkrieg 1943 zerstört. Zu Beginn der 2000er Jahre griff der deutsch-iranische Architekt und Künstler Yadegar Asisi die Möglichkeit auf, mit den nunmehr verfügbaren Mitteln der Rechen- und Drucktechnik ein Riesenpanorama zu schaffen, und erkannte in einem stillgelegten Gasometer den geeigneten Ort für dessen Präsentation.

## Der Bau
Es wurde mit dem ehemals 56.400 m³ fassenden Gasometer II der größte von ehemals drei umhausten Gasometern auf dem Connewitzer Gelände der Stadtwerke Leipzig an der Richard-Lehmann-Straße ausgewählt. Dieser war auch noch am besten erhalten. Einer war schon gesprengt worden, und dem zweiten, dem Gasometer I, fehlte die Dachhaut. Bis 1977 war der 1910 von August Friedrich Viehweger  (1836–1919) erbaute Gasometer II des Leipziger Gaswerks 2 wie auch weitere zur Speicherung des hier produzierten Stadtgases genutzt worden. Im April 1949 war das „Gaswerk 2“ in „Gaswerk Max Reimann“ umbenannt worden. Seit der Einstellung der Gasproduktion stand die bauliche Hülle des ehemaligen Teleskopbehälters mit einer Hubhöhe von 27,3 m ungenutzt.
Der kreisrunde Ziegelbau hat einen Durchmesser von knapp 57 Metern. Die Höhe des Wandmauerwerks beträgt 30 Meter, und die Kuppel mit der Laterne erreicht 49,4 Meter.
2002 begann die Sanierung des Baus, insbesondere der Dachkuppel. Die zum Teil defekten Fenster wurden blind verschlossen. Die Sanierungsarbeiten erstreckten sich bis 2005. Schließlich wurde zum zweiten, benachbarten Gasometer I hin ein lichtdurchflutetes gläsernes Foyer errichtet, in dem sich auch das Panometer-Bistro befindet.

## Bild und Ausstellung
Die Panoramabilder haben eine Länge von etwa 110 Meter und sind 32 Meter hoch. Damit stellen sie zurzeit die größten Panoramenbilder der Welt dar. Das ebenfalls von Asisi geschaffene Panorama „1756 Dresden“ im 2006 eröffneten Panometer Dresden ist wenige Meter niedriger. Auf der Grundlage von Fotografien, Zeichnungen und Malereien wurde mit der Technik der digitalen Bildbearbeitung eine Bilddatei des riesigen Bildes erstellt. Dann wurde das Bild auf einzelne textile Bahnen gedruckt, die danach zu einem Rundbild zusammengefügt und als Ganzes aufgehängt wurden. Die Betrachtung des Bildes erfolgt von einer erhöhten Plattform in der Mitte. Durch entsprechend perspektivische Verzerrung der Bildelemente wird beim Betrachter ein räumlicher Gesamteindruck erzeugt.
Die Präsentation umfasst aber auch Licht- und Toneffekte. Es wird jeweils zyklisch ein Tages- und Nachtablauf simuliert. Naturlaute vermitteln weitere Realitätsnähe. Das Ganze wird durch Musik untermalt, die jeweils für das spezielle Bild vom belgischen Komponisten Eric Babak (* 1970) komponiert wurde.
Zwischen Bild und Gasometerwand bleibt ein Bereich von über 10 Metern frei. Diesen Bereich nutzt Asisi jeweils für eine begleitende Ausstellung zur Thematik des Bildes. Außerdem ist in diesem Bereich auch noch ein Filmvorführraum untergebracht.

## Die Projekte
Die bisherigen Themen waren von 2003 bis 2005 der Mount Everest, von 2005 bis 2009 das antike Rom, von 2009 bis 2013 der tropische Regenwald, von 2013 bis 2015 Leipzig nach der Völkerschlacht, 2015/16 das Great Barrier Reef, 2017 bis 2019 das Wrack der Titanic, 2019 bis 2022 „Carolas Garten“ und von 2022 bis 2024 „New York 9/11“. Seit 2024 ist das Thema der Ausstellung Kathedrale von Monet. Durch eine neue Aufhängetechnik wurde in den letzten Jahren auch eine kurzfristige Wiederholung vorheriger Themen ermöglicht.

### Everest

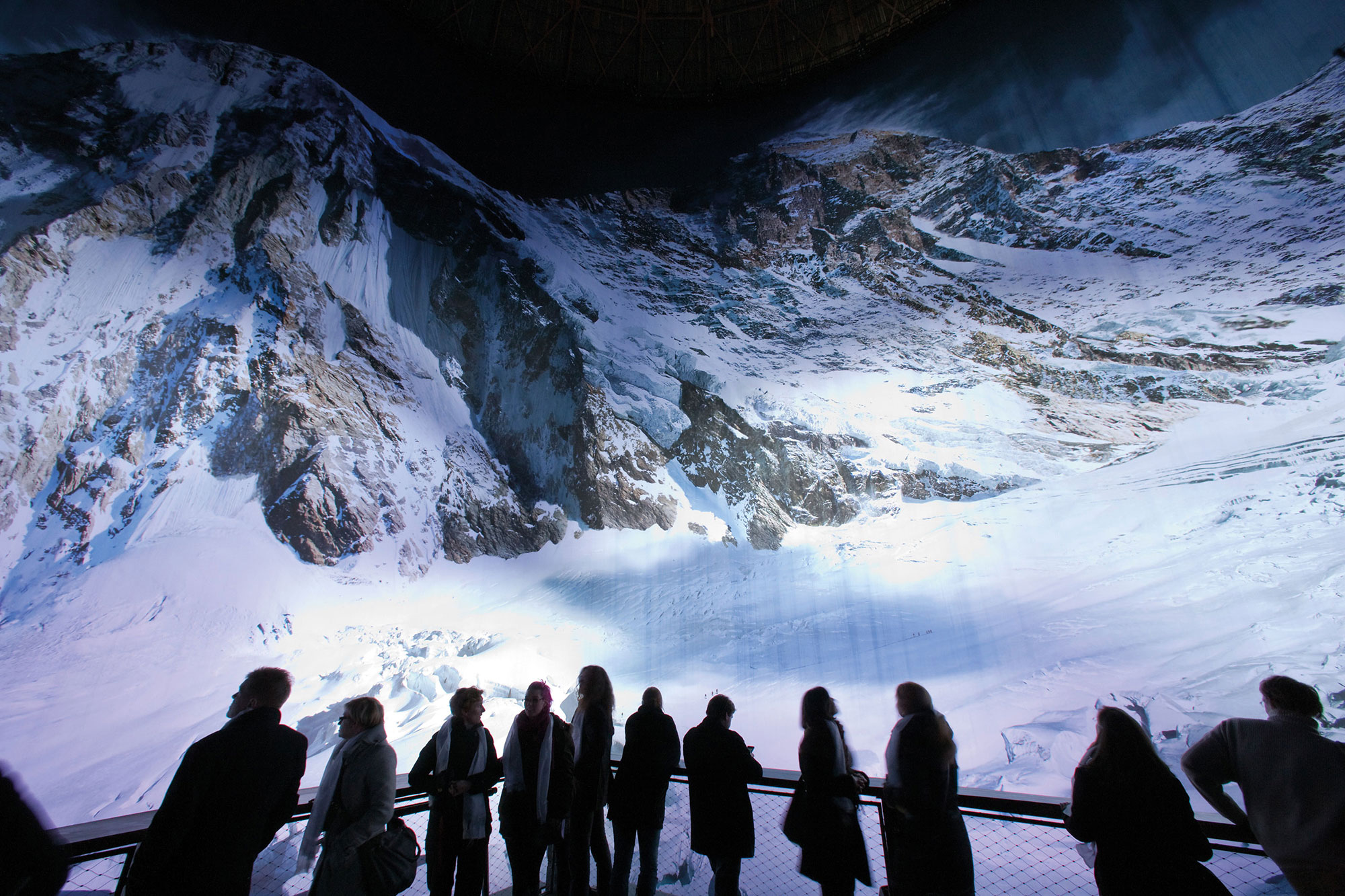
Everest (2012)

Die erste Ausstellung im Panometer wurde 2003 eröffnet. Der 8848 Meter hohe Mount Everest war in dem 360°-Bild zwar der höchste der dargestellten Berge, Yadegar Asisi ging es aber vorrangig um die Vermittlung des scheinbar grenzenlosen Raumgefühls eines solchen Hochgebirges. Der Betrachterstandpunkt war deshalb das Tal des Schweigens in etwa 6000 Meter Höhe, das allen Expeditionen auf den Everest als letztes Basislager vor dem Aufstieg dient.
In der begleitenden Ausstellung stellte Asisi den Expeditionen der westlichen Welt im Himalaya, die längs der Gasometerinnenwand behandelt wurden, die Sicht der buddhistischen Einwohner auf den Everest an der Gegenwand gegenüber. Fünf indische Mönche hatten ein Mandala aus buntem Sand gestreut, und eine für die Ausstellung in Nepal eigens gefertigte und geweihte Stupa gehörte hier zu den Höhepunkten.

### Rom 312

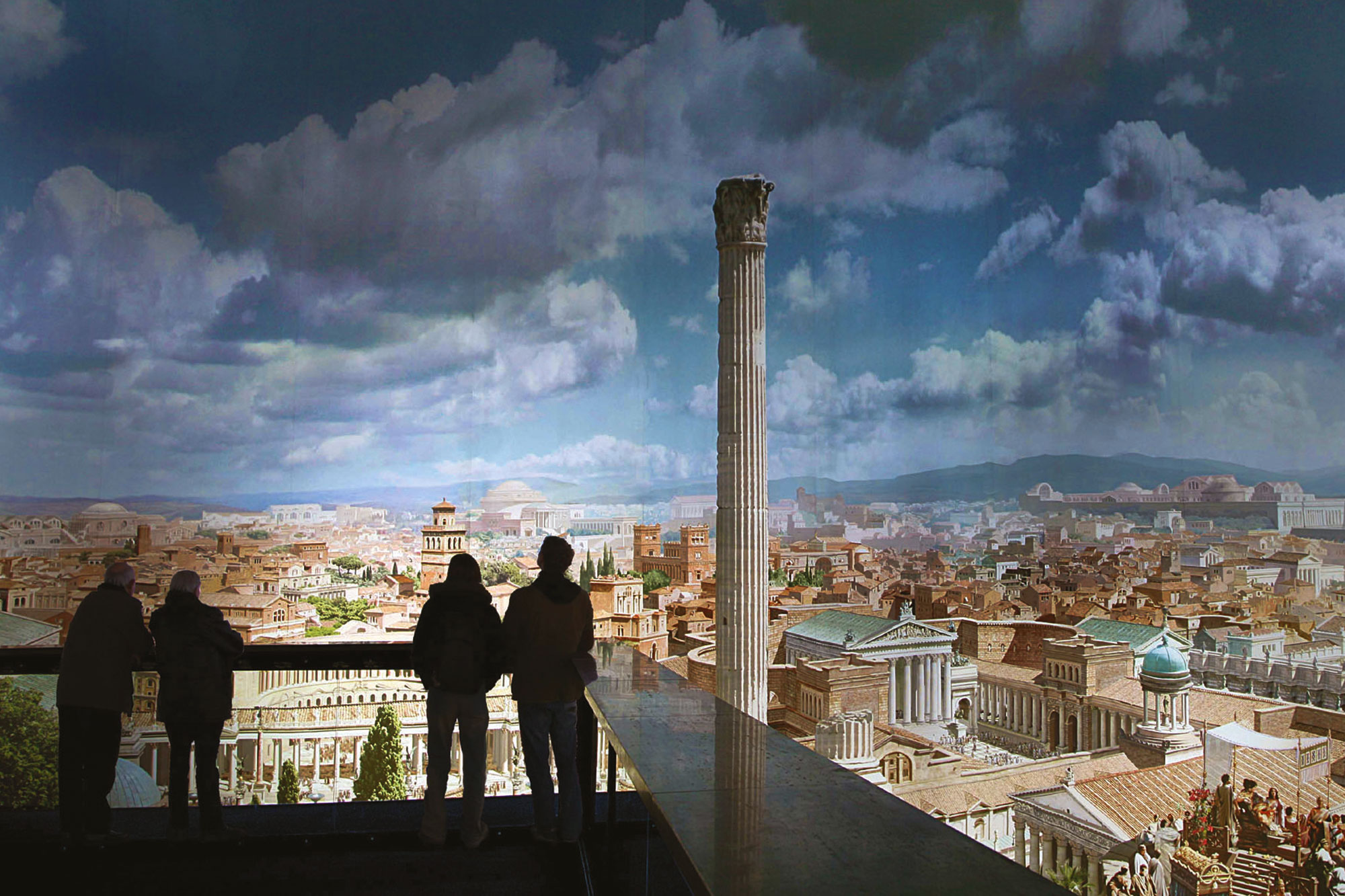
Rom 312 (2006)

Das Panoramabild war eine Neufassung des historischen „Panorama von Rom mit dem Einzug Constantins im Jahre CCCXII“ von Josef Bühlmann und Alexander Wagner aus dem Jahre 1889. Es zeigte in fotorealistischer Bildauflösung den Einzug des Siegers der Schlacht an der Milvischen Brücke mit seiner Armee in die antike Millionenstadt auf den sieben Hügeln am 29. Oktober 312. Der Blick reichte über die Stadt am Tiber mit akribisch ausgearbeiteten Einzelheiten im Vordergrund, ihren Tempeln, Thermen und Mietskasernen bis hin zu den Albaner Bergen am Horizont.
In der Begleitausstellung wurden der Alltag im antiken Rom mit den Gewohnheiten seiner Bürger aber auch Bauwerke der Stadt näher dargestellt. Das geschah unter anderem mit Abgüssen aus der Antikensammlung der Universität Leipzig sowie Gemälden, Architekturskizzen und Modellen berühmter römischer Bauwerke. Eine Besonderheit der Ausstellung war die Rekonstruktion der 12 Meter hohen Kolossalstatue Kaiser Konstantins. Die Statue, die im antiken Original nur in Stücken vorhanden ist, wurde dem Besucher als Anamorphose, eine von der Betrachtung abhängige räumliche Simulation, vorgeführt.
Das Panorama war vom 26. November 2005 bis zum 31. Januar 2009 zu sehen.

### Amazonien

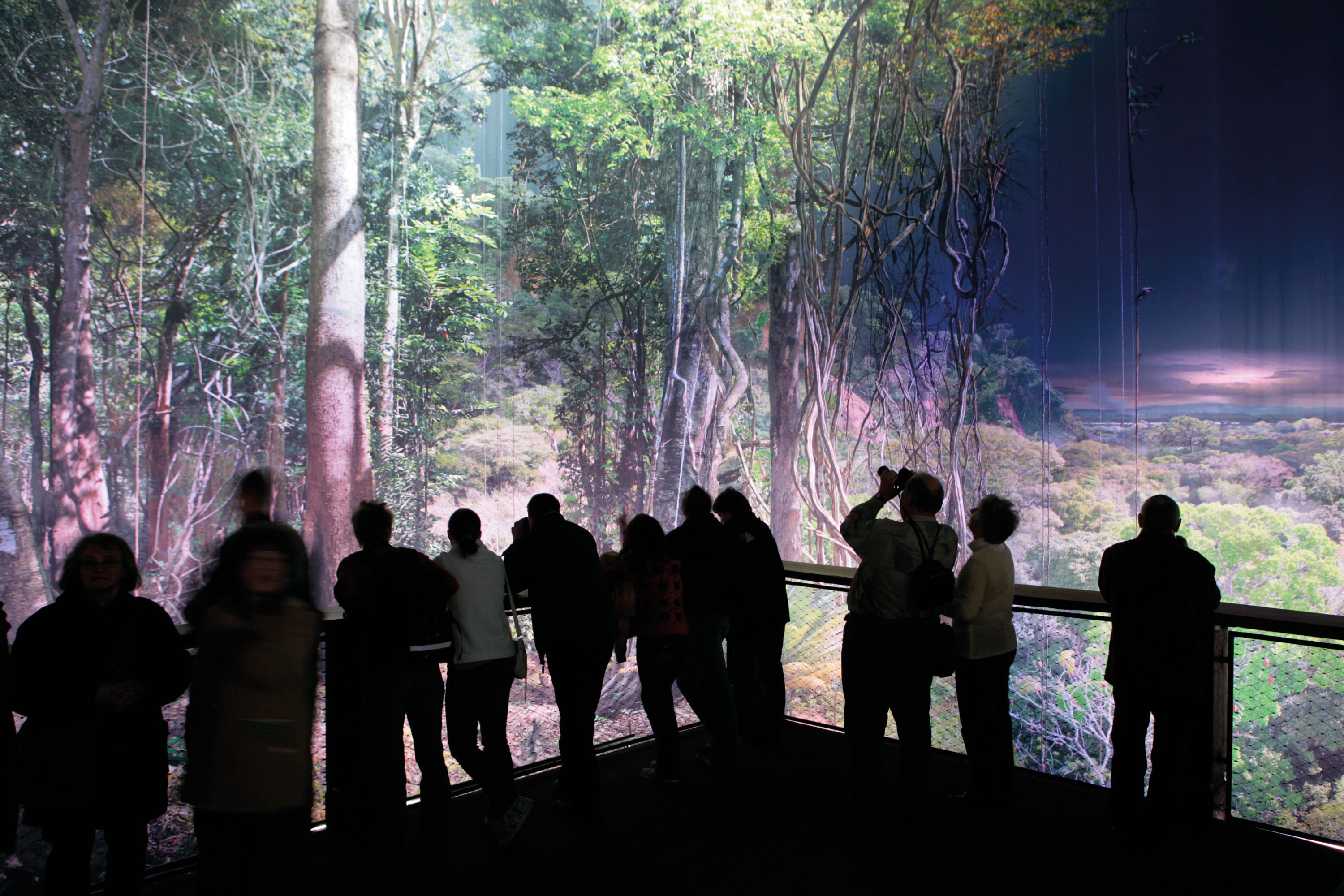
Amazonien (2009)

Mit dieser Bildkomposition über den brasilianischen Regenwald wollte Asisi an den 150. Todestag des großen deutschen Naturforschers Alexander von Humboldt im Jahre 2009 erinnern, der auch Südamerika bereiste. Die vielfältige Darstellung der Tier- und Pflanzenwelt des Regenwaldes erschloss dem Besucher insbesondere bei längerer Betrachtung immer wieder neue Entdeckungen. Dazu trug nicht zuletzt die immens verbesserte Bildauflösung bei, die dazu führte, dass man manches Kleingetier sogar nur mit dem Fernrohr erkennen konnte. Tierstimmen und ein mit Licht und Ton inszeniertes Tropengewitter rundeten die exotische Stimmung ab. Asisi erfüllte mit dem Bild den von Humboldt geäußerten Wunsch nach einem Panoramabild, das „die Natur in wilder Üppigkeit und Lebensfülle zeigt“.
Die Eindrücke über Flora und Fauna des Regenwaldes wurden in der Begleitausstellung geschickt weiter vertieft. Man konnte – wieder eine Anamorphose – quasi als Insekt in eine tropische Blüte kriechen, sich vor einem Riesenmodell (60:1) einer tropischen Stechmücke erschrecken oder in einem Film einer Ameise über eine Stunde bei ihrer aufregenden Tätigkeit zusehen.

### Leipzig 1813 – In den Wirren der Völkerschlacht
Zum 200. Jahrestag der Völkerschlacht bei Leipzig 2013 fand keine Schlachtendarstellung statt. Stattdessen zeigte vom 3. August 2013 bis zum 20. September 2015 ein imaginärer Blick nach der Schlacht vom Dach der Thomaskirche das Leid in der Stadt und die brennenden Dörfer im Umland. Dadurch sollten die Schrecken des Krieges für die Soldaten und die Zivilbevölkerung zum Ausdruck gebracht werden.

### Great Barrier Reef
Vom 3. Oktober 2015 bis 15. Januar 2017 hing im Panometer das Bild Great Barrier Reef, das die Unterwasserwelt dieses Korallenriffs vor Australien in seiner Schönheit und Vielfalt zeigte. Um einen Unterwasserstandpunkt entfaltete sich ein idealisierter Naturraum, der in dieser Konzentration vor Ort nicht erlebbar wäre. Er zeigte Korallen, Fische, Meeresschildkröten, Seesterne, Wasserpflanzen und Meeressäuger am Riff in leuchtenden Farben bei einer allgemeinen Blau- und Grünschattierung der umgebenden submarinen Welt.

### Titanic

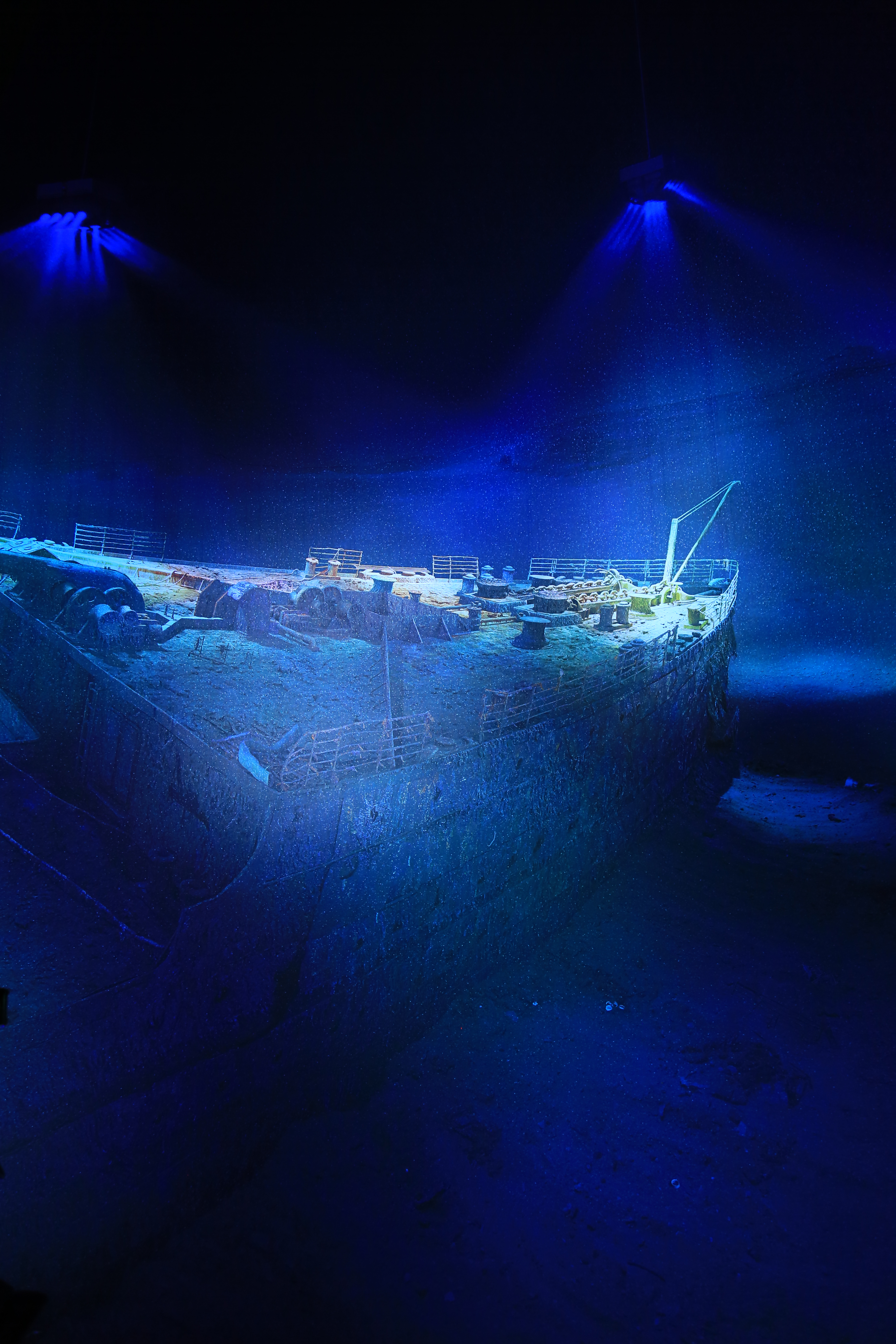
Titanic (2018)

Das 360°-Panorama schilderte die Situation nach dem Untergang der Titanic im April 1912 und stellte dabei die Frage nach der Beherrschung der Natur. Die einstige Pracht des Luxusliners ist ein Trümmerfeld, das von der Natur zurückerobert wird. Die Ausstellung wurde vom 28. Januar 2017 bis 15. Januar 2019 gezeigt.

### Carolas Garten
Seit dem 26. Januar 2019 war das Panorama zu sehen, das den Garten einer ehemaligen Mitarbeiterin des Panometers Leipzig zeigt. Zusätzlich zu den vom Künstler Yadegar Asisi geschaffenen Modellbauten zeigt die Ausstellung acht übergroße Insekten von der auf Insektenmodelle spezialisierten Hamburger Designerin Julia Stoess.

### New York 9/11
Seit dem 9. April 2022 war das Panorama zu sehen, das den morgendlichen Trubel Manhattans am 11. September 2001 um 8.41 Uhr zeigt, kurz bevor das World Trade Center zerstört wurde. Der Betrachter befindet sich dabei auf dem Friedhofsgelände der in direkter Nachbarschaft zum World Trade Center befindlichen St. Paul’s Chapel. Anders als bei den vorangegangenen Panoramen wird der Besucher nicht auf den mittig positionierten Besucherturm geleitet, sondern kann das Panorama ausschließlich vom Boden aus betrachten. Die unteren Ebenen und Treppen des Besucherturms wurden zu diesem Zweck demontiert.

### Die Kathedrale von Monet
Seit dem 16. März 2024 ist als Panorama die Kathedrale von Monet der französischen Stadt Rouen zum Ende des 19. Jahrhunderts zu sehen.

## Arena am Panometer

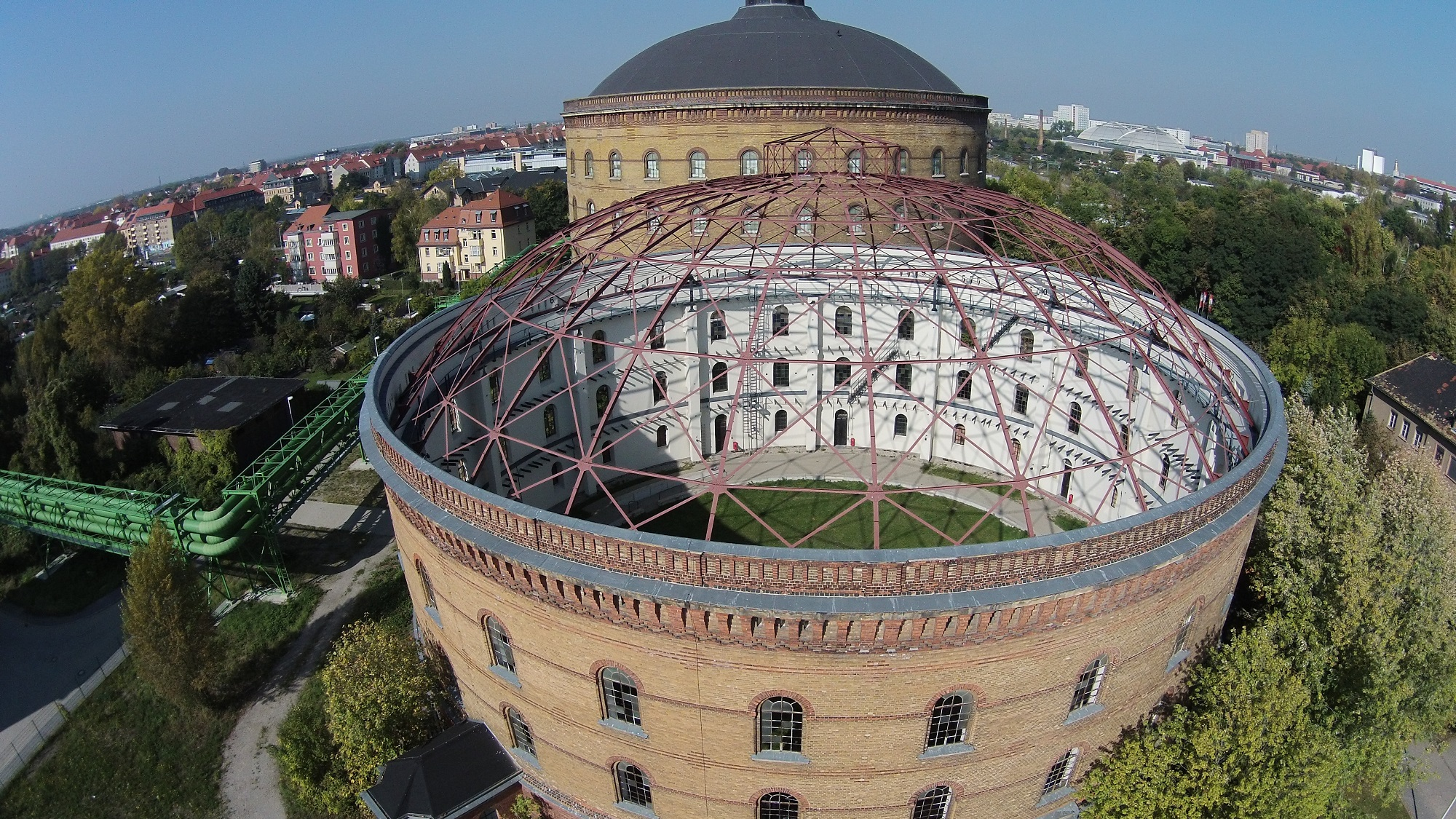
Arena am Panometer (2014)

Der oben erwähnte kleinere, 1885 unter Stadtbaudirektor Hugo Licht (1841–1923) erbaute Gasometer I wurde auf Initiative von Yadegar Asisi im Zeitraum von 2009 bis 2012 ebenfalls saniert. Der Bau hat einen Durchmesser von 44,8 m und eine Wandhöhe von 14,4 m. Das Dach blieb auch nach der Sanierung offen. Asisi nutzte ihn wegen des erhöhten Standpunkts auf inneren Umgängen zur fotografischen Aufnahme von Personenszenen für sein Panoramabild zur Völkerschlacht.
Er enthält eine Wiese, ist ansonsten leer und der Öffentlichkeit zugänglich. Er wird seit 2013 für zwei Wochen im Jahr als „Arena am Panometer“ für Freilicht-Veranstaltungen genutzt. Vor bis zu 500 Zuschauern finden dann allabendlich Rock-, Pop- oder Klassik-Konzerte sowie Theater- und Kleinkunstveranstaltungen statt.